# 曲梗崖摩
曲梗崖摩（学名：Aglaia spectabilis）为楝科米仔兰属下的一个种。